# شواریتسه
شواریتسه (به صربی: Ševarice) یک منطقهٔ مسکونی در صربستان است که در شاباتس واقع شده‌است.